# FK Podgorica
Fudbalski klub "Podgorica" (FK Podgorica; Podgorica; ćirilica Фудбалскли клуб Подгорица) je nogometni klub iz Podgorice, Crna Gora. 
 
U sezoni 2023./24. klub se natječe u Drugoj crnogorskoj nogometnoj ligi. 
 
Klupske boje su crvena i žuta. 

## O klubu
Klub je osnovan 1970. godine kao OFK Mladost Lješkopolje, predstavljajući dio Podgorice (tada Titograd) pod nazivom Lješkopolje. 
U sezonama 1973./74. i 1974./75. su bili članovi Republičke lige Crne Gore. 
Od sezone 1974./75. su djelovali pod imenom Agromladost. Klub prestaje s radom krajem 1970.-ih godina. 
 
Do obnove rada kluba dolazi 2014. godine pod nazivom OFK Mladost 1970 Lješkopolje (povremeno i pisani pod nazivom Mladost Lješkopolje). 
U ligaška natjecanja se uključuju 2015./16. u 3. crnogorskoj ligi - Srednja regija, koju osvaju u sezoni 2016./17., te se plasiraju u Drugu crnogorsku ligu koju osvajaju u sezoni 2018./19. i plasiraju se u Prvu crnogorsku ligu. 
 
Od 2019. godine klub djeluje pod nazivom FK "Podgorica". 
U sezoni 2020./21. klub je osvojio 4. mjesto u Prvoj ligi te je u sezoni 2021./22. nastupao u pretkolima UEFA Konferencijske lige. 
Od sezone 2022./23. nanovo igraju u Drugoj ligi. 
 
2019. godine je osnovan klub OFK Mladost DG kao razvojni klub za FK "Podgoricu", ali su se kasnije osamostalili te su od 2023./24. članovi 1. crnogorske lige.

## Stadion
Nakon obnove rada, klub je igrao na igralištu u naselju Donji Kokoti. 
 
2016. godine je otvoren stadion u naselju Donja Gorica za "OFK Mladost Lješkopolje". 
Od 2018. godine stadion se naziva DG Arena.
 
 
Stadion je licenciran za utakmice Prve crnogorska liga i pretkola UEFA natjecanja. 

## Uspjesi

### nakon 2014.
Druga crnogorska liga
- prvaci: 2018./19.
- drugoplasirani: 2017./18.

Treća crnogorska liga – Centar / Srednja regija
- prvaci: 2016./17.

Kup Srednje regije
- pobjednici: 2016.
- finalist: 2015.

### za SFRJ
Crnogorska regionalna liga – Centar
- prvaci: 1972./73.

## Pregled plasmana po sezonama
| sezona                                 | rang lige                              | liga                                   | dio                                    | poz.                                   | klubova u ligi                         | ut                                     | pob                                    | ner                                    | por                                    | gol+                                   | gol-                                   | bod                                    | napomene                               | izvori                                 |
| OFK Mladost 1970 / Mladost Lješkopolje | OFK Mladost 1970 / Mladost Lješkopolje | OFK Mladost 1970 / Mladost Lješkopolje | OFK Mladost 1970 / Mladost Lješkopolje | OFK Mladost 1970 / Mladost Lješkopolje | OFK Mladost 1970 / Mladost Lješkopolje | OFK Mladost 1970 / Mladost Lješkopolje | OFK Mladost 1970 / Mladost Lješkopolje | OFK Mladost 1970 / Mladost Lješkopolje | OFK Mladost 1970 / Mladost Lješkopolje | OFK Mladost 1970 / Mladost Lješkopolje | OFK Mladost 1970 / Mladost Lješkopolje | OFK Mladost 1970 / Mladost Lješkopolje | OFK Mladost 1970 / Mladost Lješkopolje | OFK Mladost 1970 / Mladost Lješkopolje |
| -------------------------------------- | -------------------------------------- | -------------------------------------- | -------------------------------------- | -------------------------------------- | -------------------------------------- | -------------------------------------- | -------------------------------------- | -------------------------------------- | -------------------------------------- | -------------------------------------- | -------------------------------------- | -------------------------------------- | -------------------------------------- | -------------------------------------- |
| 2015./16.                              | III.                                   | 3. crnogorska liga - Srednja           |                                        | 5.                                     | 7                                      | 24                                     | 7                                      | 7                                      | 10                                     | 32                                     | 36                                     | 28                                     |                                        | [ 6 ] [ 7 ]                            |
| 2016./17.                              | III.                                   | 3. crnogorska liga - Srednja           |                                        | 1.                                     | 6 (7)                                  | 20                                     | 19                                     | 1                                      | 0                                      | 91                                     | 13                                     | 58                                     |                                        | [ 8 ]                                  |
| 2017./18.                              | II.                                    | 2. crnogorska liga                     |                                        | 2.                                     | 12                                     | 33                                     | 18                                     | 7                                      | 8                                      | 59                                     | 33                                     | 61                                     |                                        | [ 9 ]                                  |
| 2018./19.                              | II.                                    | 2. crnogorska liga                     |                                        | 1.                                     | 10                                     | 36                                     | 20                                     | 7                                      | 9                                      | 59                                     | 34                                     | 67                                     |                                        | [ 10 ]                                 |
| Podgorica                              |                                        |                                        |                                        |                                        |                                        |                                        |                                        |                                        |                                        |                                        |                                        |                                        |                                        |                                        |
| 2019./20.                              | I.                                     | 1. crnogorska liga                     |                                        | 5.                                     | 10                                     | 31                                     | 8                                      | 16                                     | 7                                      | 34                                     | 27                                     | 40                                     | prekinuto radi pandemije COVID-19      | [ 11 ]                                 |
| 2020./21.                              | I.                                     | 1. crnogorska liga                     |                                        | 4.                                     | 10                                     | 36                                     | 15                                     | 7                                      | 14                                     | 39                                     | 38                                     | 52                                     |                                        | [ 12 ]                                 |
| 2021./22.                              | I.                                     | 1. crnogorska liga                     |                                        | 9.                                     | 10                                     | 36                                     | 8                                      | 10                                     | 18                                     | 38                                     | 61                                     | 34                                     | razigravanje za popunu 1. lige         | [ 13 ]                                 |
| 2022./23.                              | II.                                    | 2. crnogorska liga                     |                                        | 5.                                     | 9 (10)                                 | 32                                     | 11                                     | 11                                     | 10                                     | 36                                     | 33                                     | 44                                     |                                        | [ 14 ]                                 |
| 2023./24.                              | II.                                    | 2. crnogorska liga                     |                                        |                                        | 10                                     |                                        |                                        |                                        |                                        |                                        |                                        |                                        |                                        |                                        |
|                                        |                                        |                                        |                                        |                                        |                                        |                                        |                                        |                                        |                                        |                                        |                                        |                                        |                                        |                                        |
|                                        |                                        |                                        |                                        |                                        |                                        |                                        |                                        |                                        |                                        |                                        |                                        |                                        |                                        |                                        |

## U međunarodnim natjecanjima

### Konferencijska liga
| sezona | faza natjecanja | protivnik | rezultat | napomene |
| --- | --------------- | --------- | -------- | -------- |
| 2021./22. | 1. pretkolo     | Laçi      | 1:0, 0:3 |          |
| |                 |           |          |          |
| podebljan rezultat - domaća utakmica za "Podgoricu" rezultat normalne duljine - gostujuća utakmica rezultat nakošen - utakmica na neutralnom terenu |                 |           |          |          |

## Vanjske poveznice
- fkpodgorica.me, wayback arhiva
- fk_podgorica, instagram stranica
- srbijasport.net, Podgorica
- sportdc.net, Podgorica
- (engl.) int.soccerway.com, FK Podgorica
- (engl.) worldfootball.net, FK Podgorica
- (engl.) sofascore.com, FK Podgorica
- (engl.) tipsscore.com, FK Podgorica  Arhivirana inačica izvorne stranice od 12. studenoga 2023. (Wayback Machine)
- rezultati.com, FK Podgorica
- (engl.) transfermarkt.com, FK Podgorica
- (engl.) futbol24.com, Fudbalski klub Podgorica
- (engl.) uefa.com, FK Podgorica
- cg-fudbal.com
- vijesti.me, Mladost Lješkopolje
- cg-fudbal.com, Mladost Lješkopolje